# 高铼酸钪
高铼酸钪是一种无机化合物，化学式为Sc(ReO4)3，其热稳定性低于同族的钇和镧相应的化合物。

## 制备及性质
高铼酸和氧化钪反应，都可得到高铼酸钪。从溶液中，可以析出高铼酸钪的三水合物，它在50 °C失水，得到Sc(ReO4)3·H2O，并于140 °C得到无水物。550 °C生成氧化钪和七氧化二铼。
高铼酸钪三水合物是三斜晶系晶体，空间群P1，a=7.333, b=7.985, c=20.825 Å；α=93.35, β=92.20, γ=97.42°。
高铼酸钪在水中可以和高铼酸铵结晶出NH4Sc(ReO4)4·4H2O。